# Viktor Gracsov
Viktor Olekszandrovics Hracsov (cirill betűkkel: Виктор Александрович Грачёв ; Dzerzsinszk, 1956. szeptember 17. –) szovjet válogatott ukrán labdarúgó.

## Mérkőzései a szovjet válogatottban
| #  | Dátum           | Ellenfél   | Eredmény | Kiírás              | Esemény |
| -- | --------------- | ---------- | -------- | ------------------- | ------- |
| 1. | 1984. május 15. | Finnország | 3 – 1    | barátságos mérkőzés | 50'     |

## Sikerei, díjai
FK Sahtar Doneck:
- Szovjet labdarúgókupa: 1980, 1983
- Kupagyőztesek Európa-kupája gólkirály : 1983-84

## Fordítás
- Ez a szócikk részben vagy egészben  a   Viktor Hrachov című angol Wikipédia-szócikk fordításán alapul.  Az eredeti cikk szerkesztőit annak laptörténete sorolja fel. Ez a jelzés csupán a megfogalmazás eredetét és a szerzői jogokat jelzi, nem szolgál a cikkben szereplő információk forrásmegjelöléseként.